# Molia zidurilor
Molia zidurilor (Oniscus asellus) sau aselul de ziduri (în franceză aselle des murs) este un crustaceu izopod din familia Oniscidae.

## Caracteristici
Forma corpului este ovală, cu un contur continuu și regulat cu suprafață dorsală lucioasă și o pereche de antene lungi. Corpul este aplatizat dorsoventral, gri inchis, mai deschis pe parțile laterale, cu pete galbene. Crește până la 16 mm lungime și 6 mm lățime. Poate trăi până la 4 ani.

## Distribuție
Inițial era răspândită în Europa de Vest și Europa de Nord, apoi și în Europa de Est și America de Nord.

## Habitat
Molia zidurilor locuiește în aproape orice zonă terestră umedă. Se găsesc în litiera de frunze din păduri, grădini (în special în compost), sub pietre, sub scoarța arborilor căzuți în descompunere.

## Comportamentul
Molia zidurilor evită lumina și caută locuri întunecate calde cu umiditate crescută. Un comportament caracteristic este tendința de a se acroșa ferm de pietre și alte suprafețe. Respiră oxigen prin intermediul pseudotrahei.

## Alimentarea
Molia zidurilor este detritivoră și se hrănește cu materii vegetale în descompunere, mai ales cu frunze de tei, frasin, și arin. Creșterea și fecunditatea se măresc atunci când aportul alimentar include mai degrabă frunze dicotiledonate decât monocotiledonate. Creșterea, de asemenea, se îmbunătățește la o alimentație îmbogățită în cupru.

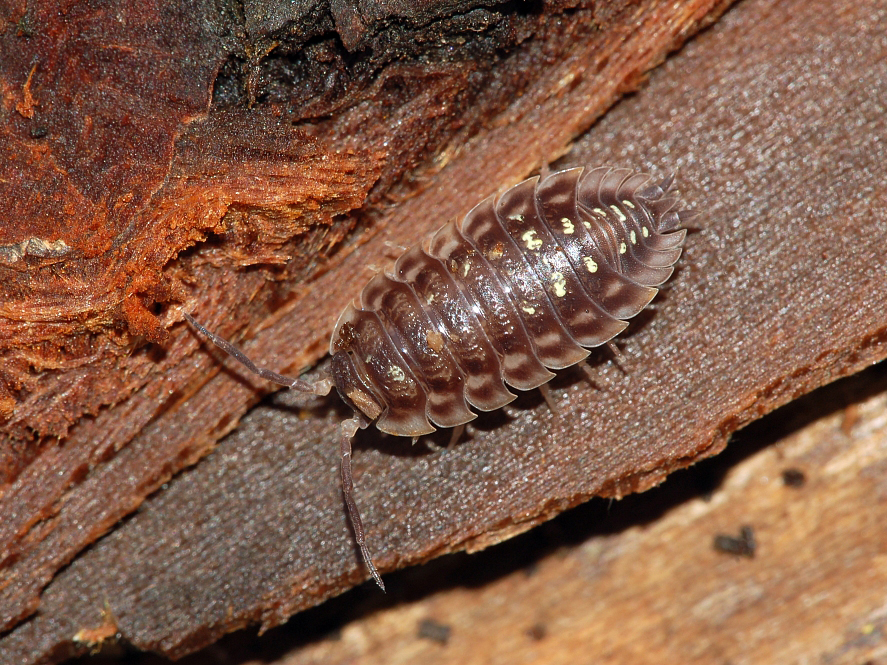
Molia zidurilor

## Reproducerea
Molia zidurilor de obicei are două ponte și depune 37-53 ouă. Exemplarele juvenile sunt de culoare ternă, gri închis și au un marcaj palid pe pleon (abdomen).

## Statutul de conservare
Nu figurează pe lista Uniunii internațională pentru conservarea naturii (IUCN).

## Semnificația pentru om
Cu toate că este comun în grădini și în sere, molia zidurilor provoacă pagube mici plantelor.